# Talsperre Preßnitz
Die Talsperre Preßnitz (tschechisch Vodní nádrž Přísečnice) ist ein Stausee im Ústecký kraj (Region Aussig) in Tschechien, auf der böhmischen Seite des mittleren Erzgebirges und in der Nähe von Jöhstadt.
Der Stausee ist rund 50 m tief und dient als Trinkwasser-Reservoir für die Menschen im Egertal bzw. Nordböhmen. Gestaut wird die Preßnitz (und ihre Nebenbäche im Preßnitz-Talkessel), die anschließend auf deutsches Gebiet fließt und in die Zschopau mündet.
Zur Verbesserung der Wasserbilanz wurde durch eine Überleitung auch Wasser aus dem Jöhstädter Schwarzwasser (Černá Voda) in die Talsperre geleitet. Dazu wurde im Schwarzwassertal zwischen Kovarska (Schmiedeberg) und Černý Potok (Pleil) ein Stauwehr errichtet und ein 2907 m langer kreisrunder Ableitungsstollen mit einem Durchmesser von 2,8 m zur Talsperre angelegt.
An der Preßnitz befand sich früher die alte Bergstadt Preßnitz (Přísečnice), die 1973–1974 einschließlich der Nachbarorte Reischdorf (Rusová) und Dörnsdorf (Dolina) aufgegeben wurde, um an ihrer Stelle eine Trinkwassertalsperre zu errichten, indem die Preßnitz aufgestaut wird. Teilweise abgesiedelt und abgerissen wurde auch der Ort Köstelwald (Kotlina), da auch er im Einzugsgebiet der Talsperre lag.
Schon 1970–1971 wurde der 50 m hohe Staudamm errichtet und 1976 war der Bau fertiggestellt. Der Projektant der Talsperre war Hydroprojekt Praha; Betreiber ist Povodí Ohře in Chomutov.
Der Staudamm ist ein Steinschüttdamm mit einer zentralen, innen liegenden Lehmdichtung. Unter dem Damm verläuft ein Kontrollgang. Das Wasser wird durch zwei im Stauraum stehende Entnahmetürme entnommen, von denen einer auch als Hochwasserentlastung dient.

## Wassereinzugsgebiet
Etliche Nebenbäche der Preßnitz flossen im Preßnitz-Talkessel vor dem Bau der Talsperre in die Preßnitz hinein. Mehrere dieser Bäche existieren auch nach dem Bau der Talsperre zum Teil noch,  und ihr Wasser fließt nun in die Talsperre hinein. siehe dazu: Přísečnice#Ehemalige Bäche im Preßnitz-Talkessel
Das auf dem westlich der Talsperre gelegenen Heegberg befindliche ehemalige Preßnitzer Wasserwerk(Hochbehälter aus dem Jahre 1905), heute ruinös erhalten, leitet sein Wasser heute auch in die Talsperre hinein.
Da der »Haus von Österreich Tiefer Erbstollen« (mit mehr als 10 km Länge) vom ehemaligen Stadtzentrum von Preßnitz aus über Mezilesí u Přisečnice (Orpus) bis fast nach Měděnec (Kupferberg) führte, mussten nach dem Bau der Talsperre Maßnahmen ergriffen werden, die eine Entwässerung der Kupferberger Bergwerke (Schwermetallbelastung!) in die Trinkwassertalsperre Preßnitz unterbanden.

## Weitere Daten zu Damm und Talsperre
Der Staudamm liegt etwa einen Kilometer oberhalb von Kryštofovy Hamry (Christofhammer). Er hat ein Gesamtvolumen von 1 167 400 m³. Seine Höhe wird mit 50,3 m, seine Kronenlänge mit 469,7 m, die Kronenbreite in dieser Quelle mit 10 m, die maximale Kernbreite der Abdichtung (Lehmkern) mit 18 m angegeben. Die Talsperre soll etwa 55 Mio. m³ fassen und dann eine Wasserfläche von 339 ha haben. Bei tiefstem Wasserstand sollen etwa 48 ha Wasserfläche vorhanden sein. In einem der beiden Wassertürme ist ein Aufzug mit einem Querschnitt von 1,5 m × 1,5 m sowie eine Wendeltreppe mit 2 m Durchmesser eingebaut.

## Wasseraufbereitungsanlage in Hradiště und Versorgungsgebiet der Talsperre
Zwischen 1971 und 1976 wurde in Hradiště (Radis), heute ein Ortsteil von Klášterec nad Ohří, die Wasseraufbereitungsanlage der Trinkwassertalsperre Přísečnice errichtet und 1976 in Betrieb genommen. Ein 6,3 km langer Druckstollen und eine Wasserleitung leiten das Wasser von der Talsperre nach Hradiště. Es werden hier in der Aufbereitungsanlage Schwebstoffe abgetrennt, das Wasser wird zur Entkeimung mit Ozon angereichert und in einem Speicherbecken in Hradiště bevorratet. Ein Wasserlabor macht hier Wasseranalysen. Das Wasser aus dem Druckstollen/Druckleitung treibt hier auch die Turbinen eines Kraftwerkes an, wobei gleichzeitig mit der Stromerzeugung auch der Wasserdruck in der Leitung abgesenkt wird.
Die Wasserentnahme erfolgt in der Talsperre Přísečnice in einem Wasserturm, der sich etwa 215 m vor dem Schüttdamm befindet. Hier kann das Wasser in vier verschiedenen Tiefen entnommen und in den Druckstollen nach Hradiště eingeleitet werden.
Aus dem Speicherbecken Hradiště versorgen Fernleitungen und mehrere angeschlossene Wassertürme die Städte Klášterec nad Ohří (Klösterle an der Eger), Kadaň (Kaaden), Chomutov (Komotau) und Most (Brüx). Teilweise werden auch Louny (Laun), Teplice (Teplitz) und Ústí nad Labem (Aussig) mit versorgt.